# مارك إي. روجرز
مارك إي. روجرز (بالإنجليزية: Mark E. Rogers)‏ (1952 - 2 فبراير 2014)؛ كاتب وروائي أمريكي.